# Distenia angustata
Distenia angustata är en skalbaggsart som beskrevs av Bates 1870. Distenia angustata ingår i släktet Distenia och familjen långhorningar.
Artens utbredningsområde är Surinam. Inga underarter finns listade i Catalogue of Life.